# Blocul Identității Naționale în Europa
Blocul Identității Naționale în Europa (BINE) a fost o alianță electorală naționalistă în România formată în prezent din doua partide politice: Partidul România Mare (PRM) și Noua Dreaptă (PND). Partidul România Unită (PRU), unul dintre membrii fondatori ai alianței, a făcut parte din coaliție până la dizolvarea acesteia în 2019.